# Daciada

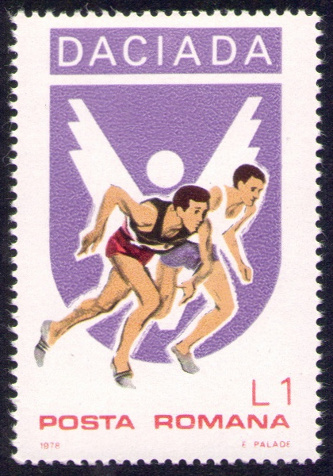
A Daciadát reklámozó román bélyeg 1978-ból

A Daciada a tömegsport előmozdítására rendezett vetélkedő volt Romániában 1978 és 1989 között, amelynek döntőjére kétévente került sor. Összesen hat kiadását rendezték meg, az utolsót 1989 telén. Az 1989-es forradalom után megszüntették.

## Története
Nicolae Ceaușescu kezdeményezésére hozták létre, az erről szóló határozat a Román Kommunista Párt Politikai Végrehajtó Bizottságának 1976. november 16-i ülésén született. Célja az volt, hogy „szorosabbá tegye a kapcsolatot a sportolók és helységük sportmozgalma között,  hogy kevesebb legyen az átigazolás és nagyobb  legyen  a  sportolók felelőssége munkaközösségük iránt, illetve a klubok felelőssége a sportolók felkészítése iránt”.
A versenyeket 1977-től kezdve rendezték meg minden vállalatnál, minden oktatási intézményben és katonai egységben, helységenként és megyénként egy nyári (március–október) és egy téli (november–február) sorozatban. Az első döntőkre 1978-ban került sor; az 1977–1978-as első rendezvénysorozaton hatmillió fő versenyzett. A több korosztályban megrendezett Daciada sportolásra buzdította a tanulókat, hogy aztán közülük lehessen válogatni a különböző sportágak számára.
A Daciada égisze alatt az állam sportlétesítményeket építtetett, amelyek közül számos a 21. században is használatban van. Míg 1965-ben 142 stadion volt az országban, 1987-ben már  441, ugyanebben az időszakban a sportcsarnokok száma 26-ról 65-re, a sportpályák száma 3611-ről mintegy 6500-ra emelkedett.
Több román bajnok és olimpiai érmes a Daciadán tűnt fel, így például Nicu Vlad, Traian Cihărean, Maricica Puică, Kovács Ella, Alina Astafei, Paula Ivan, Sanda Toma, Vasile Pușcașu.

## Fordítás
Ez a szócikk részben vagy egészben  a   Daciada című román Wikipédia-szócikk ezen változatának fordításán alapul.  Az eredeti cikk szerkesztőit annak laptörténete sorolja fel. Ez a jelzés csupán a megfogalmazás eredetét és a szerzői jogokat jelzi, nem szolgál a cikkben szereplő információk forrásmegjelöléseként.